# King Baggot
King Baggot (ur. 7 listopada 1879 w Saint Louis, zm. 11 lipca 1948 w Hollywood) – amerykański reżyser, aktor i scenarzysta.

## Biografia
Jego ojcem był pochodzący z Irlandii Wiliam Baggot (ur. 1846), a matką Harriet King z Missouri (ur. 1859). W 1895 r. ukończył Christian Brothers College w Saint Louis. Od 1900 r. zajmował się aktorstwem, początkowo scenicznym w wędrownych grupach teatralnych, z którymi związany był aż do 1906 r.
W filmie zagrał po raz pierwszy w 1909 r. Była to produkcja wytwórni IMP pt. The Awakening of Bess; zagrała w niej również Florence Lawrence. W następnych latach grał w kilku krótkich filmach, aż w 1911 r. wytwórnia obsadziła go w pierwszym z serii planowanych filmów detektywistycznych - King, the Detective. W 1912 r. wystąpił w jednym ze swoich najpopularniejszych filmów - Shamus O'Brien (reż. Herbert Brenon). Do kasowego sukcesu tej produkcji, opowiadającej o Irlandczyku walczącym na rzecz home rule, przyczyniło się irlandzkie pochodzenie aktora.
W 1912 r. IMP wraz z innymi niezależnymi wytwórniami połączył się w markę Universal. Dla Universalu Baggott zagrał m.in. w Dr. Jekyll and Mr. Hyde i Ivanhoe.
Kiedy praca dla Universal zaczęła wiązać się z przenosinami do Kalifornii, Baggot, niechętny przeprowadzce, zdecydował się założyć własną wytwórnię. Działała ona od 1916 roku. Jednak udało mu się wyprodukować tylko jeden własny film - Absinthe, będący remake'm wcześniejszego filmu IMP.
Od 1921 do 1928 r. zajmował się reżyserią. Z czasem jego kariera załamała się - częściowo było to spowodowane pojawieniem się filmów dźwiękowych, a częściowo pogłębiającą się chorobą alkoholową aktora. W kolejnych latach grywał już wyłącznie jako statysta.
Zmarł 11 lipca 1948 r. w Hollywood.

## Wybrana filmografia
scenarzysta
- 1915: Crime's Triangle
- 1916: The Chance Market

reżyser
- 1912: The Lie
- 1916: The Chance Market
- 1921: Moonlight Foolies
- 1922: Kissed
- 1923: The Darling of New York
- 1925: The Home Marker
- 1925: Tumbleweeds
- 1927: The Notorious Lady

aktor
- 1909: The Awakening of Bess
- 1910: Pressed Roses
- 1911: The Brothers jako Patrick Curran
- 1911: King, the Detective
- 1912: Shamus O'Brien
- 1912: Dr. Jekyll and Mr. Hyde
- 1913: Ivanhoe
- 1914: The Baited Trap jako Dennis
- 1918: The Eagle's Eye jako Harrison Grant
- 1935: Zdarzyło się w Nowym Jorku jako Policjant
- 1946: Listonosz zawsze dzwoni dwa razy jako Widz na sali sądowej

## Wyróżnienia
Posiada swoją gwiazdę na Hollywoodzkiej Alei Gwiazd.